# Вікторія Феодора Ройсс-Шляйцька
Вікторія Феодора Ройсс-Шляйцька (нім. Victoria Feodora Reuß jüngere Linie, 21 квітня 1889 — 18 грудня 1918) — принцеса Ройсс-Шляйцька, донька князя Ройсс-Герського Генріха XXVII та принцеси Гогенлое-Лангенбурзької Елізи, дружина принца Мекленбург-Шверінського Адольфа Фрідріха.

## Біографія

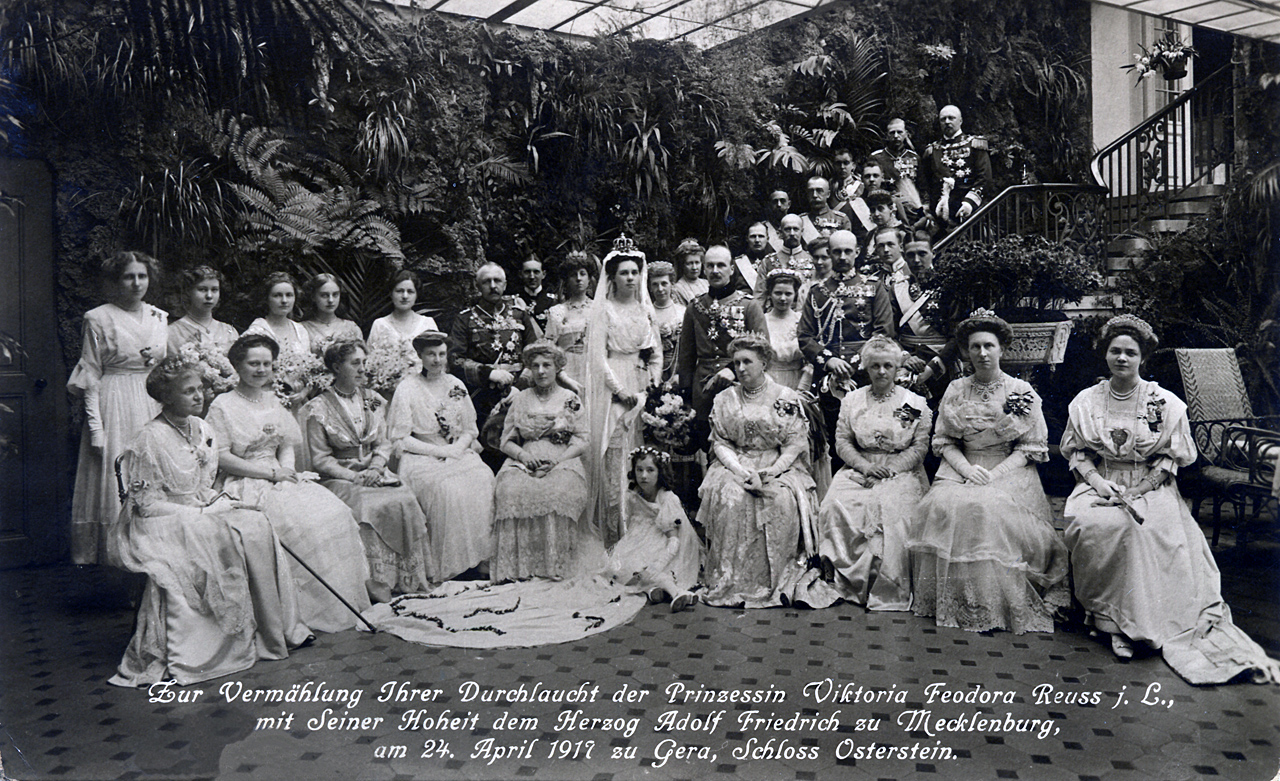
Весілля Адольфа Фрідріха і Вікторії Феодори (Замок Остерштайн; 24 квітня 1917).

Вікторія Феодора народилась 21 квітня 1889 року в Потсдамі. Вона була первістком в родині принца Ройсс-Герського Генріха XXVII та його дружини Елізи Гогенлое-Лангенбурзької. Згодом у дівчинки з'явилась молодша сестра та троє братів, один із яких помер немовлям.
У 28-річному віці принцеса пошлюбилася із 43-річним принцом Мекленбург-Шверінським Адольфом Фрідріхом. Весілля відбулося 24 квітня 1917 року в замку Остерштайн в Гері.
14 листопада 1918 року велике герцогство Мекленбург-Шверінське було перетворено у «Вільну республіку Мекленбург-Шверін». Наступного місяця у подружжя народилася донька. Вікторія Феодора померла наступного дня після її народження. Поховали принцесу у мармуровому саркофазі каплиці Пшебислава Доберанського монастиря у Бад-Доберані.

## Родина
Чоловік — Адольф Фрідріх Мекленбурзький
Діти:
- Войцлава-Феодора (1918—2019) — дружина принца Генріха I Ройсс-Кестріцького, мала шестеро дітей.